# Swedish Open 1969
Die Swedish Open 1969 im Badminton fanden vom 11. bis zum 12. Januar 1969 in Stockholm statt.

## Finalergebnisse
| Disziplin    | Sieger                         | Finalist                             | Ergebnis            |
| ------------ | ------------------------------ | ------------------------------------ | ------------------- |
| Herreneinzel | Svend Pri                      | Sture Johnsson                       | 15:18, 15:12, 15:10 |
| Dameneinzel  | Gillian Perrin                 | Anne Flindt                          | 11:12, 11:2, 11:4   |
| Herrendoppel | Svend Pri Erland Kops          | Roger Mills Tony Jordan              | 15:13, 8:15, 15:11  |
| Damendoppel  | Margaret Boxall Susan Whetnall | Anne Flindt Pernille Mølgaard Hansen | 4:15, 15:5, 15:10   |
| Mixed        | Roger Mills Gillian Perrin     | Per Walsøe Pernille Mølgaard Hansen  | 15:12, 15:7         |